# Emiel Vermeulen
Emiel Vermeulen (* 16. Februar 1993 in Torhout) ist ein ehemaliger  belgischer Radrennfahrer.

## Sportlicher Werdegang
Nach dem Wechsel in die U23 wurde Vermeulen Mitglied bei EFC-Omega Pharma-Quick Step, dem Nachwuchsteam vom damaligen UCI WorldTeam Omega Pharma-Quick Step. Zur Saison 2014 wechselte er zum UCI Continental Team 3M. Da er sich zunächst auf sein Studium konzentrierte, kam er bei keinem größeren Team unter. Nach Auflösung des Team 3M Ende der Saison 2016 kam Vermeulen zum Team Roubaix Lille Metropole.
Nach mehreren Podiumsplatzierungen erzielte Vermeulen in der Saison 2019 beim Grand Prix International de la ville de Nogent-sur-Oise seinen ersten Erfolg auf der UCI Europe Tour. In der Saison 2021 konnte er den Sieg beim Grand Prix de la ville de Pérenchies seinen Palmarès hinzufügen.
Nach sechs Jahren bei Roubaix Lille Metropole verließ er zur Saison 2023 das Team und wechselte zum niederländischen Continental Team BEAT Cycling. Nach der Saison beendete er im Alter von 30 Jahren seine Karriere als Radrennfahrer.

## Erfolge
2019
- Grand Prix International de la ville de Nogent-sur-Oise

2021
- Grand Prix de la ville de Pérenchies